# 山德士
山德士集团股份有限公司（英語：Aktiengesellschaft）是一家研发非专利药和生物仿制药的瑞士公司。1996年，山德士与汽巴-嘉基合并成立了诺华公司。2003年，山德士作为诺华的子公司重新成立，负责仿制药业务。

## 历史
- 1886年，Alfred Kern博士和Edouard Sandoz合伙成立了Kern & Sandoz化工公司。最早的产品是茜素蓝和金胺染料。
- 1895年，Alfred Kern博士去世后，Kern & Sandoz由合伙制企业转为山德士化工公司（Chemische Fabrik vormals Sandoz）。同年，公司开始生产退烧药安替比林。
- 1899年，山德士公司研发了糖精。
- 1917年开始，Arthur Stoll教授在山德士负责药物开发工作。
- 在两次世界大战之间，镇痛药Gynergen（1921年）和补钙药Calcium-Sandoz（1929年）分别上市。
- 自1929年起，山德士也开始生产纺织、造纸和皮革用化学品。1939年起，开始生产农用化学品。
- 1938年，山德士公司合成了麦角酸二乙胺。
- 1964年起，山德士开始在瑞士国外发展。
- 1967年，山德士合并了生产阿华田等营养食品的Wander公司。
- 1986年11月1日，山德士位于瑞士的一个仓库起火，至少33吨有毒物质泄漏到莱茵河。